# Antibiotikaresistens
Med antibiotikaresistens avses en organisms motståndskraft mot antibiotika. Begreppet används i första hand om mikroorganismer, inte minst bakterier. Alexander Fleming upptäckte antibiotikans förfader penicillin redan år 1928 och noterade resistensutveckling redan då. Utvecklingen av resistens är ett naturligt fenomen i mikroorganismer som accelereras av till exempel ökad och felaktig användning av antibiotika. Antibiotikaanvändning kan vara nödvändigt för att bota infektionssjukdomar orsakade av främst bakterier och används även i samband med vård av förtidigt födda barn eller cancerpatienter. Antibiotikaresistens är enligt WHO ett av de största hoten mot global hälsa, livsmedelssäkerhet och utveckling. 

## Uppkomst och spridning
Antibiotikaresistens har uppstått naturligt genom genmutationer och utvecklats genom evolution, som svar på vissa mikroorganismers förmåga att producera gifter för att skydda sig mot bakterieangrepp. Bakterierna har då utvecklat resistens mot dessa mikrosvampars gift. När mikrosvampar skyddar sig mot bakterier med hjälp av gift (antibiotika), sker ett urval av bakterier. De bakterier som  klarar sig bäst mot antibiotikan för sina gener vidare i störst utsträckning, och resistens mot antibiotikan uppkommer. I naturen tillverkas antibiotika av mikrosvampar som till exempel Penicillium chrysogenum och aktinobakterien Streptomyces. 

### Vertikal och horisontell spridning
Antibiotikaresistens sprids bland bakterier antingen via vertikal eller horisontell spridning. Vertikal spridning innebär att egenskapen ärvs från modercell till dotterceller när bakterien delar sig. Horisontell spridning innebär att egenskapen överförs mellan olika bakterier, mellan bakterier av samma art eller av olika arter. Horisontell spridning sker via tre olika mekanismer:
- Konjunktion: överföring av plasmider mellan bakterier.
- Transformation: upptag av fritt DNA från omgivningen.
- Transduktion: överföring av gener mellan bakterier genom en bakteriofag, det vill säga ett bakterievirus.[6]

## Mänsklig påverkan av resistensspridning

Schematisk bild över hur antibiotikaresistens utvecklas genom selektion.

Vid varje antibiotikabehandling som inte ger 100 % avdödning av bakterier överlever de bakterier som har störst motståndskraft. Detta kan särskilt hända om behandlingen avbryts i förtid eller om dosen är för låg. Det finns risk att samma effekt kan uppkomma genom att bakterier utsätts för små mängder antibiotika från spill, rester av antibiotiska rengöringsmedel eller urin och avföring från antibiotikabehandlade. Genom detta urval ökar bakteriestammens resistens.

## Verkningsmekanismer

### Sulfonamidresistens
Sulfonamider är antibiotika som verkar genom att inhibera ett enzym (dihydropteroatsyntetas), som ingår i syntesen av folsyra, en vitamin som är livsviktig för bakterien. Dihydropteroatsyntetas katalyserar näst sista steget i folsyrasyntesen där paraminobensoesyra ska bindas till pterin i folsyran. För att göra detta måste enzymet binda till paraminobensoesyran. Sulfonamidens struktur liknar paraminobensoesyrans struktur, och kan därför konkurrera med denna om att binda till enzymet, och folsyrasyntesen hämmas. Bakterier som visar resistens mot sulfonamider har en lite förändrad struktur av just dihydropteroatsyntetas, som resultat av en förändring i genen som kodar för just detta enzym. Strukturförändringen gör att sulfonamiden inte binder lika starkt till enzymet, vilket göra att konkurrensen mot paraminobensoesyran minskar, och syntesen av folsyra kan fortsätta.

### Betalaktamresistens

Schematisk gestaltning av hur resistens mot betalaktamer genom förändringar av de penicillininbindande proteinerna fungerar.

Betalaktam utgör den reaktiva delen i antibiotika som penicilliner, cefalosporiner, karbapenemer  och monobaktamer, och påverkar uppbyggnaden av cellvägg hos bakterier. Cellväggen är uppbyggd av långa polysackarider, sammanlänkade med varandra genom peptidkedjor. Dessa peptidkedjor byggs upp genom en serie kemiska reaktioner. Bland annat katalyserar ett transpeptidasenzym (som räknas som ett penicillininbindande protein) avspjälkningen av en D-alaninrest från en peptidkedja som byggts in i polysackariden. Betalaktamringen liknar strukturellt sett D-alaninresten och kan därför istället för denna binda till transpeptidasenzymet och på så sätt förhindra avspjälkningen av en D-alaninrest. Detta gör att det inte byggs upp några peptidlänkar mellan polysackaridkedjorna, och ingen ny cellvägg kan bildas.   
Resistens mot betalaktamer finns huvudsakligen i två varianter. Vissa bakterier kan tillverka enzymet betalaktamas, ett enzym som hydrolyserar betalaktambindningen och på så sätt förändrar molekylens struktur. Den kan nu inte, på grund av förändrad kemisk struktur binda till transpeptidasenzymerna, och cellväggen kan byggas upp ostört. Hos andra bakterier hittar man istället förändringar i de penicillininbindande proteinerna. Förändringarna orsakas av gener (t.ex. mecA hos Staphylococcus aureus) som gör att PB-proteinerna inte binder lika bra till en viss betalaktam. Det finns bakterier som på grund av förändringar i de penicillininbindande proteinerna är resistenta mot all nu kliniskt tillgänglig antibiotika. 

### Glykopeptidresistens

Schematisk gestaltning av resistens mot glykopeptiden vancomycin.

Glykopeptider påverkar liksom betalaktamer uppbyggnaden av cellvägg hos bakterier genom att förhindra transpeptideringsreaktionen där en D-alaninrest spjälkas av från en peptidkedja för att det ska kunna bildas peptidbryggor mellan polysackaridkedjorna i cellväggen. Strukturellt sätt liknar dock inte glykopeptier och betalaktamer varandra, och resistens mot de både fungerar också på olika sätt. Bakterier resistenta mot glykopeptider har en genuppsättning med sju speciella gener, som bland annat kodar för enzymer som kan ersätta en D-alaninrest med en D-laktatrest. I änden av en peptidkedja som ska bilda en länk mellan två polysackarider i cellväggen finns en D-alaninrest, som sen spjälkas av för att peptidkedjan ska kunna binda till en annan polysackarid och dess peptidkedja. Ett av enzymerna som resistenta bakterier har är ett dehydrogenas som omvandlar pyruvat till D-laktat. Ett annat syntetiserar en peptidkedja med D-laktat, och ett tredje är ett peptidas som bryter ned peptidkedjan med D-alanin. Eftersom transpeptideringsreaktionen där D-alanin vanligtvis spjälkas av inte verkar påverkas av skillnaden mellan D-alanin och D-laktat spjälkas D-laktatet sen av precis som D-alanin och cellväggen byggs upp som vanligt. Glykopeptider har dock mycket lägre affinitet till laktatstrukturen än till den vanliga D-alaninstrukturen, och bakterierna blir därför motståndskraftiga mot glykopeptider.

### Kinolonresistens
Kinoloner påverkar bakteriers DNA-replikation genom att binda till det enzym (DNA-gyras) som hjälper till att packa ihop DNA-molekylerna efter replikering. Enzymets funktion hämmas så att DNA-molekylen inte kan packas ihop. Resistens mot kinoloner uppträder i tre former. Det kan uppstå spontana mutationer i gener som uttrycker gyrasproteinet, vilka gör att kinolonen inte kan binda till proteinet på grund av strukturförändringar. Vissa bakterier har också proteiner i sitt cellmembran med effluxfunktion, vilket innebär att de aktivt kan pumpa ut kinolonerna över cellmembranet. En tredje resistensmekanism går ut på att bakterien producerar ett protein som binder till DNA-gyras och där hindrar att kinolonen binder till enzymet.

### Tetracyklinresistens
Tetracykliner verkar genom att binda till bakteriens ribosomer och förhindra att tRNA-molekyler binder till ribosomen. Proteinsyntesen hämmas då eftersom tRNA-molekylerna bär på de aminosyror som ska kopplas samman till proteiner. Vissa bakterier kan producera speciella protein som gör dem resistenta. Det finns två olika typer av protein som gör bakterien resistent mot tetracykliner. Det ena är ett effluxprotein som byggs in i bakteriens cellmembran och där kan aktivt pumpa ut tetracyklin ur cellen om koncentrationen av molekylen blir tillräckligt stor. Det andra proteinet är ett protein som binder till bakteriens ribosomer. Detta innebär en strukturändring av ribosomen som gör att tetracykliner inte kan binda till den, men som inte påverkar proteinsyntesen.

### Polymyxenresistens
Polymyxiner, exempelvis kolistin, är en "sista-utvägen" antibiotika som ges när patienten har en resistent infektion. Den är en polypeptid och luckrar upp bakteriens cellvägg. En plasmidburen resistensgen mot kolistin, mcr-1, upptäcktes 2015 och har sedan dess hittats över hela världen.

## Resistenta bakterier

### Staphylococcus aureus

Utbredningen av MRSA-bakterier i Europa år 2012.

Gula stafylokocker är vanliga bakterier som vi oftast hittar i slemhinnor i svalg eller näsa, eller på huden. Oftast orsakar de inga besvär men ibland kan de infektera sår, eller ge hudinfektioner, t.ex. i hårsäckarna. De kan även orsaka matförgiftning om de hamnar i mat.  Redan under 1940-talet upptäckte man resistens mot betalaktamer hos S.aureus, och betalaktamasstabila antibiotika (t.ex. meticillin) utvecklades. Vissa gula stafylokocker har utvecklat resistens även mot denna sorts antibiotika, och kallas meticillinresistenta Stapylococcus aureus, MRSA. 
MRSA var från början främst ett problem inom sjukvården, men antalet personer som smittats utanför sjukvården har det senaste årtiondet ökat. Dock har dessa MRSA-stammar varit mottagliga för antibiotika utan betalaktamer, till skillnad från många av de MRSA-stammar man har problem med på sjukhus, som ofta är multiresistenta. Sista utvägen för att bota infektioner orsakade av multiresistenta MRSA-bakterier har varit glykopeptider som vancomycin och teicoplanin, men nyare typer antibiotika som linezolid och daptomycin används också. Dessa antibiotika är dock förknippade med problematiska biverkningar, och undviks helst.  Andelen av S.aureus som är MRSA översteg 20% i alla regioner utredda av WHO år 2014, och i vissa länder upp till 80%. 

### Mycobacterium tuberculosis
M.tuberculosis eller tuberkelbakterien orsakar tuberkulos. Den infekterar främst lungorna, men kan även drabba lymfkörtlar,skelett, hjärnhinna, njurar och blodet. Resisens mot streptomycin upptäcktes tidigt hos bakterien, och kombinerad behandling med olika antibiotika (rifampicin, isoniazid, etambutol och pyrazinamid) har sedan dess varit rekommenderad för att minimera risken för ytterligare resistensspridning.  Bakterien har dock utvecklat resistens mot både isoniazid och rifampicin. Vid infektion av bakterier resistena enbart mot isoniazid förlängs den 6 månader långa behandlingen med ytterliga några månader, och vid infektion av multiresistenta bakterier (resistena mot både isoniazid och rifampicin) krävs behandling i upp till 24 månader. Multiresistenta tuberkelbakterier är ett allvarligt problem, och de beräknas ha orsakat ca 450 000 tuberkulosfall under 2012. Av patienter med multiresistent tuberkulos som påbörjad behandling 2010, blev patienten botad i endast 48% av fallen.

### Streptococcus pneumoniae
Bakterien är den främsta orsaken till lunginflammation, som räknas till en av de vanligaste dödsorsakerna för barn under 5 år. Den kan dock även orsaka sjukdomar som öroninflammation och hjärnhinneinflammation. S.pneumoniae har utvecklat resistens mot penicillin och andra betalaktamer genom mutationer på de gener som kodar för de penicillininbindande proteinerna. Stammar av bakterien som inte är mottagliga för penicillin har funnits i alla WHO-regioner.

### Escherichia coli
E.coli är en bakterie som förekommer normalt i vår tarmflora, men som också är den vanligaste orsaken infektioner i urinvägar och blodbanor, samt kan orsaka infektioner i tarm och hjärnhinna. Genom genmutationer kan E.coli utveckla resistens mot fluorokinoloner, och genom plasmidburna gener resistens mot bredspektrum-penicilliner som ampicillin och amoxicillin, och tredje generationens cefalosporiner. Resistens mot tredje generationens cefalosporiner orsakas ofta av ESBL (extended spectrum beta-lactamases), enzymer som verkar mot många betalaktam-antibiotika. Gener för ESBL överförs mellan bakterier, och även mellan bakterier av olika släkten. E.coli bakterier med ESBL är ofta även resistenta mot andra antibiotikum, och enda sättet att bota infektioner orsakade av dessa bakterier är ofta med karbapenemer. Dock förekommer resistens även mot denna antibiotika.  Karbapenemaser är bakteriella enzymer som inaktiverar karbapenemer. 

### Klebsiella pneumoniae
K.pneumoniae är en gramnegativ bakterie som finns naturligt i tarmen, men som också kan orsaka inflammation i bland annat urinvägar, luftvägar och blodbanor. Inflammationer orsakade av bakterien är främst ett problem i sjukhusmiljöer där den angriper personer med redan nedsatt immunförsvar. K.penumoniae har utvecklat resistens genom upptag av resistensgener via horisontell antibiotikaresistensspridning, mer specifikt genom upptag av plasmider och transposoner. Precis som E.coli har K.pneumoniae utvecklat resistens mot bredspektrum-penicilliner, både på plasmider och bakteriens kromosom. Även resistens mot fluorokinoloner förekommer. ESBL-positiva stammar av K.pneumoniae är resistenta mot alla betalaktamer med utvidgat spektrum, och ESBL-varianter som först upptäckts hos K.pneumoniae har spridits vidare till E.coli. För dessa stammar utgör karbapenemer det återstående behandlingsalternativet. Resistens mot karbapenemer har dock också utvecklats, vilket innebär att det för infektioner orsakade av vissa stammar av K.pneumoniae inte finns någon effektiv behandling. Många länder rapporterar resistens mot tredje generationens cefalosporiner i  mer än 30% (ibland upp mot 80%) av K.pneumoniae år 2014. Resistens mot karbapenemer hos K.pneumoniae har hos vissa patientgrupper överstigt 50%, och innebär att det för dessa patienter ofta inte finns någon behandling. 

### Neisseria gonorrhoeae
N.gonorrhoeae orsakar den sexuellt överförbara sjukdomen gonorré, som i vissa fall om den inte behandlas kan leda till infertilitet. Bakterien har utvecklat resistens mot antibiotika i takt med utvecklingen av nya antibiotikum, och idag är bakterien resistent mot penicillin, tetracyklin och fluorokinoloner. För behandling rekommenderas tredje generationens cefalosporiner, men det har rapporterats resistens även mot detta antibiotikum. N.gonorrhoeae som varit resistenta mot cefalosporiner har även varit resistenta mot andra antibiotika som varit relevanta för behandling, och klassas som multiresistenta. Utvecklingen av resistens mot tredje generationens cefalosporiner förväntas gå snabbt.

## Förebyggande
I Sverige har Socialstyrelsen lagt fram riktlinjer för hur antibiotikaanvändning ska ske för att minska utveckling och spridning av antibiotikaresistens. Bland annat har man satt upp mål för övervakning och kartläggning av resistensspridning, så att man snabbt kan upptäcka allvarlig antibiotikaresistens på t.ex. sjukhus, och följa de effekter vidtagna åtgärder får. Man vill också systematiskt kunna följa antibiotikaförskrivning samt förskrivningsorsaken. Även antibiotikaanvändning i icke-medicinska syften, som inom livsmedel måste begränsas. För att förebygga antibiotikaresistens krävs huvudsakligen: 
- rationell antibiotikaanvändning, d.v.s att antibiotika endast används vid diagnos som ställs vetenskapligt och med beprövad erfarenhet. Det är också viktigt att rätt antibiotika föreskrivs och att dosering, doseringsintervall och behandlingstid blir rätt.
- att spridning av resistenta bakterier och uppkomst av vårdrelaterade infektioner förebyggs, vilket innebär att all smittspridning måste förebyggas. Med minskat antal infektioner minskar också användningen av antibiotika, vilket minskar risken för resistensutveckling.[22]

2012 beslutade regeringen även att socialstyrelsen skulle ingå samarbete med världshälsoorganisationen (WHO), med speciell fokus på bland annat antibiotikaresistens.
Världshälsoorganisationen har själva lagt fram riktlinjer för hur både privatpersoner, sjukvårdspersonal och politiker bör handla för att minimera resistensspridningen. Privatpersoner kan bidra till att minska spridningen av antibiotikaresistens genom att:
- endast använda antibiotika när det har föreskrivits av läkare.
- ta antibiotika under hela den ordinerade behandlingstiden, och inte sluta i förväg, även om man känner sig bättre.
- aldrig dela antibiotika med någon annan, eller använda överbliven antibiotika sedan tidigare sjukdom.

Sjukvårdspersonal och apotekare kan bidra till att minska spridningen av antibiotikaresistens genom att: 
- förbättra kontrollen och förebyggandet av smittspridning och infektioner.
- endast föreskriva antibiotika när det verkligen behövs.
- föreskriva rätt antibiotika för att bota den aktuella sjukdomen.

Politiker kan bidra till att minska spridningen av antibiotikaresistens genom att:
- stärka övervakningen av antibiotikaresistens och öka laboratoriekapaciteten.
- förbättra kontrollen och förebyggandet av smittspridning och infektioner.
- främja och reglera en lämplig användning av antibiotika.
- främja samarbete och informationsutbyte mellan alla berörda parter.

Politiker, forskare och industri kan bidra till att minska spridningen av antibiotikaresistens genom att:
- främja forskning och utveckling av nya vacciner och behandlingsalternativ och ny diagnostik.[24]

### Övervakning av antibiotikaresistens
År 2007 fick smittskyddsinstitutet i uppdrag av regeringen att i samarbeta med Strama lägga fram rekommendationer för framtida nationella övervakning av antibiotikaresistens och antibiotikaförsäljning inom humanmedicin.
I Sverige står Statens veterinärmedicinska anstalt för övervakning av antibiotikaresistens inom veterinärmedicin, och smittskyddsinstitutet står för övervakningen av resistens inom humanmedicinen. Övervakningen sker genom provinsamling och analys av prover, och fokuserar framförallt på resistens som vid fynd hos människor är anmälningspliktig (t.ex. ESBL och MRSA).